# Audiología

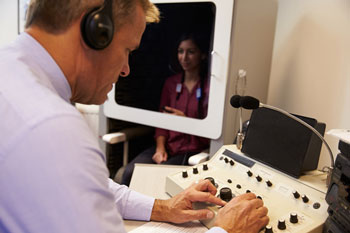
Examen audiológico

La Audiología (del latín audīre, "oír"; y del griego antiguo -λογία, -logia) es una ciencia de la salud que se encarga de estudiar la audición, el equilibrio y los trastornos del oído relacionados, como el tinnitus, hiperacusia, misofonía, trastornos del procesamiento auditivo, entre otros. El profesional en Audiología recibe el nombre de audiólogo o audióloga. Ellos tratan a las personas con pérdida auditiva y previenen de manera proactiva los daños relacionados. Mediante el empleo de diversas estrategias de evaluación según la edad del paciente (p. ej. audiometría, impedanciometría, mediciones de emisiones otoacústicas y pruebas electrofisiológicas, entre otras), los audiólogos intentan determinar si alguien tiene una sensibilidad normal a los sonidos. Si se identifica pérdida auditiva, los audiólogos puede identificar qué frecuencias (frecuencias altas, medias o bajas) están afectadas, en qué grado (leve, moderado, severo o profundo), y dónde se encuentra la lesión que provoca la pérdida auditiva (oído externo, oído medio, oído interno, nervio auditivo y/o sistema nervioso central). Si un audiólogo determina que existe una pérdida auditiva, una anomalía vestibular o aún otro padecimiento, brindará recomendaciones para la intervención y rehabilitación más apropiada (p. ej. prótesis auditivas, implantes cocleares, terapias específicas, referencias médicas apropiadas). Sus áreas de intervención y especialización son en clínica, protésica, infantil, ocupacional, educativa, electrofisiológica, computacional e investigativa, entre otras.

## Audiólogo/a
Un audiólogo o audióloga es un profesional de la salud que se especializa en la prevención, identificación, diagnóstico, tratamiento y rehabilitación de la audición, el equilibrio y otros trastornos del oído en personas de todas las edades. Los audiólogos están capacitados para diagnosticar, manejar y/o tratar problemas de audición, tinnitus y equilibrio. Se encargan de elegir, administrar y rehabilitar mediante la utilización de prótesis auditivas y evalúan a profundidad la candidatura a implantes auditivos, como implantes cocleares, implantes de oído medio e implantes de conducción ósea. También, aconsejan a las familias a través de un nuevo diagnóstico de pérdida auditiva en bebés y ayudan a enseñar habilidades de afrontamiento y compensación a adultos y adultos mayores con sordera. 
Los audiólogos están capacitados en anatomía, fisiología, acústica, psicofísica y psicoacústica, neurología, patología del oído, prótesis auditivas, implantes cocleares, electrofisiología, función y evaluación vestibular, trastornos del equilibrio, asesoramiento y opciones de comunicación, entre otros. Son los encargados de diseñar e implementar programas personales e industriales de seguridad auditiva, programas de evaluación auditiva para recién nacidos y programas escolares de evaluación auditiva. Los audiólogos están capacitados para evaluar los trastornos vestibulares periféricos que se originan en patologías de la porción vestibular del oído interno. Además, muchos audiólogos trabajan como científicos auditivos o acústicos en calidad de investigadores. En 2018, un informe de CareerCast encontró que la ocupación de audiólogo era el tercer trabajo menos estresante encuestado.

## Historia de la Audiología
El uso de los términos Audiología y audiólogo en publicaciones se remonta solo a 1946. El creador del término sigue siendo desconocido, pero Berger identificó a posibles creadores como Mayer BA Schier, Willard B Hargrave, Stanley Nowak, Norman Canfield o Raymond Carhart . En un perfil biográfico de Robert Galambos, a Hallowell Davis se le atribuye haber acuñado el término en la década de 1940, diciendo que el término entonces predominante "entrenamiento auricular" sonaba como un método para enseñar a las personas a mover las orejas.  El primer curso universitario de EE. UU. para audiólogos fue ofrecido por Carhart en la Universidad Northwestern, en 1946. 
La Audiología nació de la colaboración interdisciplinaria. La prevalencia sustancial de pérdida auditiva observada en la población de veteranos después de la Segunda Guerra Mundial inspiró la creación del campo tal como se conoce hoy. La Sociedad Internacional de Audiología (Internacional Society of Audiology) se fundó en 1952 para "... facilitar el conocimiento, la protección y la rehabilitación de la audición humana" y para "... servir como defensora de la profesión y de las personas con discapacidad auditiva en todo el mundo". Promueve interacciones entre sociedades nacionales, asociaciones y organizaciones que tienen misiones similares, a través de la organización de congresos mundiales bianuales, a través de la publicación del International Journal of Audiology revisado por pares científicos y ofreciendo apoyo a los esfuerzos de la Organización Mundial de la Salud para abordar las necesidades de la comunidad sorda y con discapacidad auditiva.

## Requisitos

### España
En España a partir del 2024, el audiólogo debe obtener el título de Grado en Audiología General, completando un curso total de 4 años a diferencia de otros países que tienen que cursar el Grado en Medicina y especializarse en Audiología.
La Facultad de Medicina de la Universitat de Vic en Barcelona se convirtió en la primera universidad española en impartir el título en todo el territorio español de manera oficial sumándose a ella la Universidad de Salamanca siendo la segunda.
Los audiólogos generalistas realizan de modo integral, soporte y apoyo a las personas que presenten algún tipo de patología en la audición o equilibrio y su integración educativa y social, adquiriendo conocimiento en anatomía, fisiología, radiología, física del sonido o ingeniaría etc. Además de adaptar dispositivos electrónicos para ayudar en la audición cómo implantes cocleares y audífonos, este último en colaboración con el Técnico Superior en Audiología Protésica (audioprotesista). Realizar pruebas evaluativas para prevenir, rehabilitar y detectar déficit en el cuerpo humano enfocado en la audición y el equilibrio.

### Australia
En Australia, los audiólogos deben tener una maestría en Audiología, una maestría en audiología clínica, una maestría en estudios de audiología o, alternativamente, una licenciatura del extranjero certificada por la agencia privada Vocational Education, Training and Assessment Services (VETASSESS). Si bien los audiólogos en Australia no están obligados a ser miembros de ningún organismo profesional, los graduados en Audiología pueden realizar un programa de capacitación clínica o una pasantía que conduzca a la acreditación con Audiology Australia (AudA) o el Colegio Australiano de Audiología (ACAud), que implica práctica supervisada y profesional. desarrollo, y normalmente dura un año. 

### Bangladés
En Bangladés, se requiere un BSc (Hons) en Audiología y Patología del habla y Lenguaje.

### Brasil
En Brasil, la formación en Audiología forma parte de los cursos de cuatro años de pregrado en Patología del habla y Audiología. La Universidad de São Paulo fue la primera universidad en ofrecer una licenciatura e inició operaciones en 1977. A nivel federal, el reconocimiento de los programas educativos y la profesión de fonoaudiólogo tuvo lugar el 9 de diciembre de 1981, firmado por el presidente João Figueiredo (ley n.º 6965). Los términos  audiología y  audiólogo se pueden rastrear en publicaciones brasileñas desde 1946. El trabajo de los audiólogos en Brasil se describió en 2007. 

### Canadá
En Canadá, una maestría en ciencias (M.Sc.) es el requisito mínimo para practicar Audiología en el país. La profesión está regulada en New Brunswick, Quebec, Ontario, Manitoba, Saskatchewan, Alberta y Columbia Británica, donde es ilegal ejercerla sin estar registrado como miembro de pleno derecho en el organismo regulador provincial correspondiente. 

### Costa Rica
En Costa Rica, es necesario contar con el título de licenciatura como grado mínimo para poder ejercer la profesión, según el acuerdo número 2020-0023-28, que prohíbe desde el 30 de septiembre de 2021 incorporar bachilleres en el Colegio de Terapeutas de Costa Rica, sitio donde se agremian los profesionales. Para el 2022, únicamente la Universidad de Costa Rica cuenta con la licenciatura y la Universidad Santa Paula con la maestría.

### Estados Unidos
En los Estados Unidos, los audiólogos están regulados por licencias o registros estatales en los 50 estados y el Distrito de Columbia. A partir de 2007, el doctorado en audiología (Au.D. o Ph.D) se convirtió en el título de nivel de entrada para la práctica clínica en algunos estados, y se espera que la mayoría de los estados cumplan con este requisito muy pronto, ya que ya no hay programas profesionales en audiología que ofrezcan la maestría. Requisitos mínimos para el Au.D. grado incluyen un mínimo de 75 horas semestrales de estudios posteriores a la licenciatura, el cumplimiento de las competencias prescritas, la aprobación de un examen nacional ofrecido por Praxis Series of the Educational Testing Service y la experiencia práctica equivalente a un mínimo de 12 meses de tiempo completo, supervisado experiencia.  Los audiólogos también pueden obtener un certificado de la Asociación Estadounidense del Habla, el Lenguaje y la Audición (American Speech-Language-Hearing Association) o buscar la certificación de la junta a través de la Junta Estadounidense de Audiología (ABA). Actualmente, hay más de 70 Au.D. programas en los Estados Unidos.

### India
Para ejercer la Audiología en la India, los profesionales deben tener una licenciatura o una maestría en Audiología y estar registrados en el Consejo de Rehabilitación de la India (RCI).

### México
En México, la Audiología corresponde a una especialidad médica. Contrario a los otros países, aquí los audiólogos deben titularse en médicina para poder concursar a la especialización.

### Portugal
El ejercicio de la profesión de audiólogo en Portugal implica necesariamente la titulación de grado en Audiología o legalmente equivalente, tal como se define en el Decreto-Ley 320/99, de 11 de agosto, artículo 4.

### Reino Unido
Actualmente hay cinco rutas para convertirse en un audiólogo registrado en Reino Unido:
- FdSc en Audiología de audífonos.
- Licenciatura en Audiología.
- Maestría en Audiología.
- Diploma de conversión de vía rápida para aquellos con una licenciatura en otra materia científica relevante, disponible en Southampton, Mánchester, UCL, Londres y Edimburgo.
- BSc (Hons) en fisiología clínica (Audiología) disponible en la Universidad de Glasgow Caledonian (todos los solicitantes deben ser empleados del NHS).

### Sudáfrica
En Sudáfrica, actualmente hay cinco instituciones que ofrecen capacitación en Audiología. Las instituciones ofrecen diferentes calificaciones que lo hacen elegible para practicar Audiología en Sudáfrica. Las calificaciones son las siguientes, I) B. Audiología, II) BSc. Audiología, III) B. Patología de la Comunicación (Audiología), y IV) B. Patología del Habla, Lenguaje y Audiología (BSLP&A). Todos los audiólogos en ejercicio deben estar registrados en el Consejo de Profesionales de la Salud de Sudáfrica (HPCSA).